# Закон України «Про основи національної безпеки України»
Закон України «Про основи національної безпеки України» — Закон, який діяв з 19 червня 2003 року до 21 червня 2018 року.

## Зміст
Відповідно до пункту 17 частини першої статті 92 Конституції України визначав основні засади державної політики, спрямованої на захист національних інтересів і гарантування в Україні безпеки особи, суспільства і держави від зовнішніх і внутрішніх загроз в усіх сферах життєдіяльності.

## Ухвалення
Ухвалений 19 червня 2003 року N 964-IV. До ухвалення цього закону діяла Концепція (основи державної політики) національної безпеки України, схвалена Постановою Верховної Ради України від 16 січня 1997 року.

## Припинення чинності
Чинність даного закону припинилася 21 червня 2018 року, коли набрав чинності новий Закон про національну безпеку України.

## Зміст закону
Стаття 6 цього закону встановлювала, що серед пріоритетів національних інтересів є:.
- інтеграція України в європейський політичний, економічний, правовий простір з метою набуття членства в Європейському Союзі та в євроатлантичний безпековий простір з метою набуття членства в Організації Північноатлантичного договору;
- розвиток рівноправних взаємовигідних відносин з іншими державами світу в інтересах України.